# أبسنت بحري
الأبسنت البحري أو الشيح البحري أو الأفسنتين البحري عشبة برية معمرة تنتمي إلى فصيلة المركبات، يرجع أصله إلى فرنسا، المملكة المتحدة ،إيطاليا، بلجيكا، ألمانيا، الدنمارك، السويد، وروسيا. نبات طبي معمر يعلو من 30 إلى 60 سم. ساقه فرعاء منتصبة، مُزهرة، حملية، مُبيضة اللون. أوراقه
مزدوجة التخريم الريشي إلى سُيور خطية، مُبيضة الصفحتين. الأزهار صغيرة بنية اللون الأصفر. رائحة عطرية قوية وطعم مر وكافوري.

## الوصف
متفرع، منتصب، أوراقه مزدوجة التفليق الريشي، خطية الشدفات. رؤيساتها بنية اللون، بعثاكل منتصبة أو متدلية وهو قاتل وطارد للدود.

## المُركَّبات
زيت دُهنيّ، أملاح معدنيية، كولين، جوهر فعال يدعى سانتونين. خصائصة طاردة لدود مماثلة لما يسمى (semen contra). ويستعمل ضد طفيليات المعدة والأمعاء، خاصة الأقصور.